# Litewska Armia Wolności

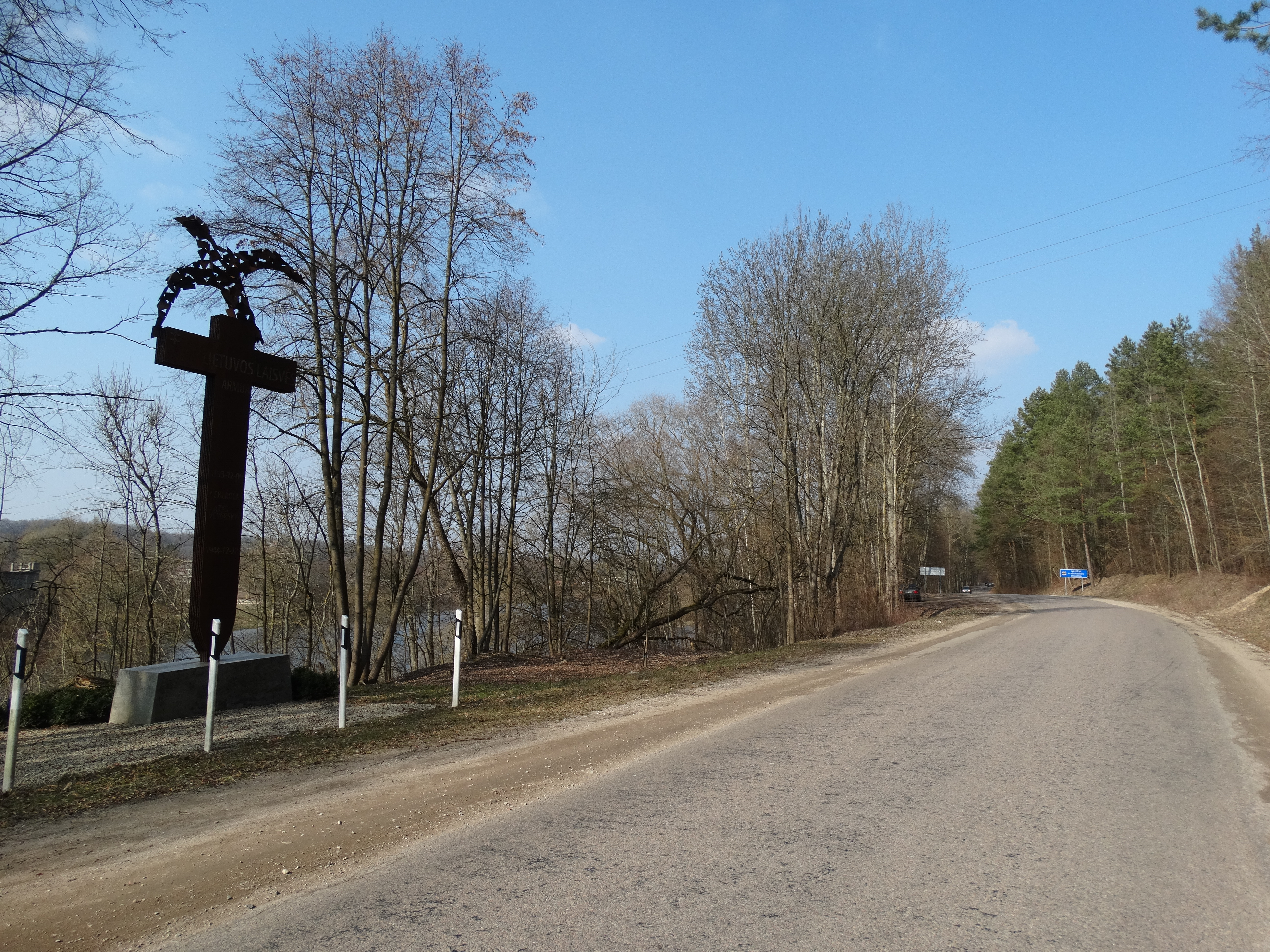
Pomnk nagrobny żołnierzy LLA

Litewska Armia Wolności (lit. Lietuvos laisvės armija, LLA) – litewska konspiracyjna organizacja wojskowo-polityczna działająca podczas II wojny światowej i w pierwszych latach powojennych.
Organizacja została założona w grudniu 1941 r. w okupowanym przez Niemców Wilnie z inicjatywy studenta prawa uniwersytetu Kazysa Veverskisa. Do czołowych działaczy należeli też bracia K. Veverskisa Pranas Veverskis i Aleksandras Veverskis, gen. Motiejus Pečiulionis-Miškinis, kpt. Juozas Čeponis-Tauragis, Petras Bartkus-Žadgaila, ppor. Adolfas Eidimtas-Papunis, kpt. Karalius-Varenis, inż. Snarskis-Šnairys, kpt. J. Kasperavičius-Visvydas, kpt. Juozas Krištaponis, Vytautas Šniuolis, kpt. Antanas Kazanas i jego syn por. Mykolas Kazanas-Mutka, por. A. Kubilius, Vladas Montvydas-Žemaitis, Jonas Misiūnas-Žalias, J. Šibaila-Merainis, mjr B. Kaletka-Senis, por. D. Vaitelis-Briedis, kpt. J. Žemaitis-Lukas, L. Vilutis-Arūnas, mjr J. Semaška-Liepa, płk P. Budraitis. 
Podstawowym celem LLA było odzyskanie niepodległości przez Litwę nie tylko w drodze działań politycznych i dyplomatycznych, ale też wojskowych. Początkowymi przejawami działalności było budowanie struktur organizacyjnych i zbieranie broni. Kierownictwo LLA czekało na osłabienie niemieckiej okupacji, zdając sobie sprawę, że jakakolwiek akcja zbrojna na razie nie jest możliwa. W listopadzie 1943 r. poparło koncepcję gen. Povilasa Plechavičiusa utworzenia pod nadzorem niemieckim narodowych sił zbrojnych pod nazwą Lietuvos vietinė rinktinė, ale czynnie się nie zaangażowało. LLA prowadziła ograniczoną współpracę z Niemcami, przede wszystkim z Abwehrą. Nie prowadziła działań sabotażowych przeciwko infrastrukturze, gdyż chciała zachować ją na okres odzyskania niepodległości. Pod koniec okupacji niemieckiej w połowie 1944 r. LLA miała ok. 10 tys. członków. Była najliczniejszą organizacją konspiracyjną. 
Na czas wkroczenia na terytorium Litwy Armii Czerwonej przygotowywała powszechne powstanie, licząc na reakcję międzynarodową, szczególnie ze strony USA i Wielkiej Brytanii. Wydała wiele instrukcji i dyrektyw, które regulowały działania ruchu partyzanckiego. LLA miała dosyć elastyczną strukturę organizacyjną. Była podzielona na 2 sektory: organizacyjny i czynny, zwany Vanagai (Jastrzębie). Vanagai stanowiło właściwą armię partyzancką, przygotowującą wystąpienie zbrojne przeciwko Sowietom. Natomiast członkowie sektora organizacyjnego mieli zapewnić partyzantom żywność, transport, informacje, łączność i leczenie. W terenie istniały okręgi. Do walki zbrojnej latem 1944 r. przystąpiły 4 spośród nich: Wilno, Kowno, Poniewież i Szawle. Ponieważ tylko Okręg Szawle miał dogodne warunki do rozwoju sił partyzanckich, gdyż na terenie pozostałych przebywały silne oddziały sowieckie, jego sztab na czele z ppor. A. Eidimtasem-Papunisem przejął funkcje sztabu głównego organizacji. W okręgu działało prawdopodobnie ok. 14-15 tys. wyszkolonych i uzbrojonych partyzantów, rozlokowanych w gminach i miasteczkach w oddziałach liczących po 20-60 osób.
Do 1945 r. LLA odgrywała najważniejszą rolę w litewskich antysowieckim ruchu partyzanckim ze względu na szeroko rozwinięte struktury organizacyjne i sieć łączności. 28 grudnia 1944 r. został zabity K. Veverskis. W 1945 r. zniszczono lub znacznie osłabiono wiele terenowych struktur organizacyjnych. Resztki struktur i nieliczne oddziały partyzanckie w 1949 r. podporządkowały się Ruchowi Walki o Wolność Litwy.